# Carnabelém
O Carnabelém promovido pelo Grupo RBA de Comunicação foi considerado uma das maiores micaretas do Brasil e, junto com o Parafolia, animava o carnaval fora de época de Belém. Seus blocos principais eram: Chiclete com Banana, Asa de Águia e Bloco Pike comandado pelo cantor Netinho.
Sua última apresentação ocorreu no mês de junho de 2000, realizada na Aldeia Cabana. 
Os primeiros carnabeléns foram realizados em setembro de 1994 e 1995 na Av. Presidente Vargas. A  terceira edição em novembro de 1996 na Av. 1º de Dezembro. 1997, 1998 e 1999 no mês de novembro na Av. Doca de Souza Franco e a última edição foi em junho de 2000 na Aldeia Cabana.